# Paul Cliteur
Paul Bernard Cliteur (Amsterdam, 6 september 1955) is een Nederlands rechtsfilosoof en voormalig politicus. Hij staat bekend om zijn rechts-liberale inslag, zijn atheïsme, republicanisme en inzet voor dierenrechten.
Cliteur is ook bestuurlijk en politiek actief. Zo was hij curator van de Teldersstichting (het wetenschappelijk bureau van de VVD) en van 1993 tot 1995 voorzitter van het Humanistisch Verbond. In 2001 was hij ambassadeur van de Stichting Varkens in Nood. Sinds 2015 is Cliteur verbonden aan de partij Forum voor Democratie, waar hij onder andere voorzitter is geweest van het wetenschappelijk bureau en de Raad van Advies. Tijdens de Tweede Kamerverkiezingen 2017 was hij lijstduwer en van 2019 tot 2020 was Cliteur fractievoorzitter in de Eerste Kamer. In 2020 werd Cliteur benoemd tot vicefractievoorzitter in de Eerste Kamer. Op 25 november 2020 trad Cliteur af als lid van de Eerste Kamer; hij bleef wel lid van zijn partij.

## Rechtsgeleerde en filosoof
Cliteur studeerde rechten aan de Vrije Universiteit Amsterdam en filosofie aan de Universiteit van Amsterdam en promoveerde op 22 maart 1989 in Leiden bij Herman van Gunsteren op het proefschrift Conservatisme en cultuurrecht (uitgegeven in 2005 onder de titel Natuurrecht, Cultuurrecht, Conservatisme). Hij is emeritus hoogleraar encyclopedie van het recht aan de Universiteit Leiden, waar hij op 28 mei 2004 zijn oratie De neutrale staat, het bijzonder onderwijs en de multiculturele samenleving hield. Zijn werkzaamheden omvatten vooral het juridisch, cultuurhistorisch, filosofisch en ethisch gebied.

## Columnist en publicist
Cliteur is vooral bekend vanwege zijn opiniërende werkzaamheden, die onder andere politiek getint zijn. Hij columneerde onder meer voor Trouw en had een gesproken column in het tv-programma Buitenhof. Hij uit hierin vooral liberale standpunten, heeft een eigen visie op de multiculturele samenleving en komt ook sterk op voor dierenrechten.
In maart 2004 stelde Cliteur in een interview met Het Parool dat hij zich beperkt voelde in het uiten van zijn mening over de islam nadat hij door anderen als racist en stigmatiseerder was bestempeld. Hierin speelde ook een rapport van de AIVD mee, waarin werd gesteld dat felle kritiek op de islam contraproductief zou zijn voor de integratie van moslims. Cliteur voelde zich genoodzaakt de toon in zijn gesproken columns in Buitenhof te matigen. Na kritiek op deze stellingname besloot hij een week later zijn medewerking aan Buitenhof helemaal te stoppen, omdat hij zichzelf niet geloofwaardig genoeg meer vond.
Een overzicht van zijn denken staat in het boek Dirk Verhofstadt in gesprek met Paul Cliteur. Een zoektocht naar harmonie, 2012, Houtekiet. Het betreft een diepgaand interview van Dirk Verhofstadt met Cliteur over de Verlichtingswaarden zoals de vrijheid van meningsuiting, de scheiding van kerk en staat, het recht op zelfbeschikking en de gelijkwaardigheid van elke mens.

## Politiek en bestuur
Cliteur was curator van de Teldersstichting, het wetenschappelijk bureau van de VVD. Van 1993 tot 1995 was hij voorzitter van het Humanistisch Verbond. In 2004 en 2014 was Cliteur lijstduwer bij de Europese verkiezingen voor de Partij voor de Dieren. Hij schreef ook een bijdrage in het boek "De eeuw van het dier" van Marianne Thieme. Ook voor de Tweede Kamerverkiezingen 2006 was Cliteur lijstduwer. Tevens sprak hij, voor dezelfde verkiezingen, zijn steun uit voor de nummer zeven op lijst EénNL, voormalig VVD-Kamerlid Anton van Schijndel. Van de JOVD (Jongerenorganisatie Vrijheid en Democratie) kreeg hij in 2002 de prijs voor Liberaal van het jaar.

### Forum voor Democratie

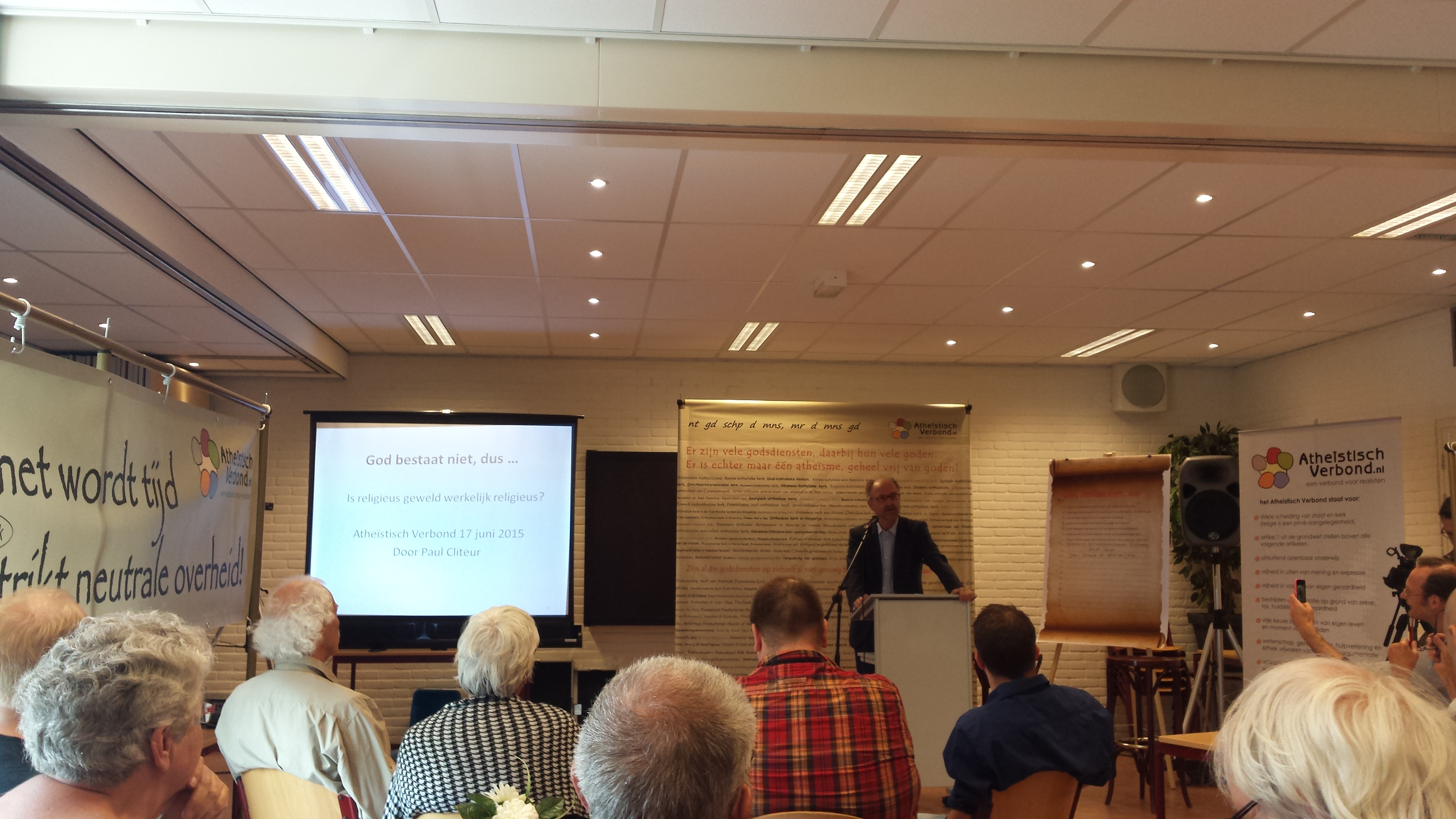
Cliteur houdt een lezing over religieus geweld (2015)

Sinds 2015 is Cliteur verbonden aan de partij Forum voor Democratie, waar hij onder andere tussen 2018 en 2022 voorzitter was van het Renaissance Instituut, het wetenschappelijke bureau van de partij. Bij de Tweede Kamerverkiezingen in 2017 was Cliteur lijstduwer voor Forum voor Democratie. Bij deze verkiezingen stond hij op plaats 30 van de kieslijst. Cliteur wordt ook wel de geestelijk vader van de partij genoemd vanwege zijn grote rol achter de schermen bij de partij. Bij de Eerste Kamerverkiezingen in 2019 was hij - achter lijsttrekker Henk Otten - de tweede kandidaat. Na de omstreden banktransactie van Otten werd Cliteur aangewezen om tot de installatie van de FVD Eerste Kamerfractie op 11 juni het ad interim woordvoerderschap namens de Eerste Kamerlijst op zich te nemen. Bij de Eerste Kamerverkiezingen 2019 stond hij bij FVD op plek twee van de kandidatenlijst. Cliteur behaalde bij de Eerste Kamerverkiezingen 52 stemmen. Aanvankelijk bedankte Cliteur voor het fractievoorzitterschap, maar hij bedacht zich nadat Otten uit de gratie was en op 4 juni 2019 werd Cliteur door de Eerste Kamerfractie van Forum voor Democratie unaniem tot fractievoorzitter gekozen.
In 2018 was Cliteur samen met Jesper Jansen en Perry Pierik een van de hoofdredacteuren van het boek 'Cultuurmarxisme. Er waart een spook door het Westen.' In dit boek zijn verschillende essays opgenomen over aspecten van cultuurmarxisme, een complottheorie die door rechtse denkers en publicisten verantwoordelijk wordt gehouden voor het verdwijnen van conservatieve waarden en concepten als natie(staat), gezin of familie en de eigen cultuur. Tegenover het cultuurmarxisme - in de ogen van Cliteur bedreven door bijvoorbeeld linkse intellectuelen, groene politici en de elite - zet hij de 'weerbare democratie'.

## Publicaties
| - Humanistische filosofie, 1990 - Filosofen van het Hedendaags Liberalisme, als mederedacteur, 1990 - Filosofen van het Klassieke Liberalisme, als mederedacteur, 1993 - Onze verhouding tot de apen; de consequenties van het Darwinisme voor ons mensbeeld en voor de moraal, inaugurele rede, 1995 - Rechtsfilosofische stromingen van de twintigste eeuw, 1997 - De filosofie van mensenrechten, 1999 - Rechtsfilosofie, een Thematische Inleiding, 2001 - Verscheidenheid en Verdraagzaamheid. Op de Bres voor Tolerantie, 2001 - Inleiding in het Recht, 2001 - Darwin, dier en recht, 2001 - Moderne Papoea's, 2002 - Tegen de Decadentie, 2003 - God houdt niet van vrijzinnigheid, 2004 - Natuurrecht, Cultuurrecht, Conservatisme, 2005, proefschrift - Moreel Esperanto, 2007 - The Secular Outlook: In Defense of Moral and Political Secularism, 2010 - Het Monotheïstisch dilemma, 2010 | - Encyclopedie van de Rechtswetenschap (twee delen), met Afshin Ellian als co-auteur, 2011 - Dirk Verhofstadt in gesprek met Paul Cliteur. Een zoektocht naar harmonie, 2012 - De succesvolle mislukking van Europa, als co-redacteur met Frits Bolkestein en Meindert Fennema, 2015 - Het Atheïstisch Woordenboek met Dirk Verhofstadt als co-auteur, 2015 - Legaliteit en legitimiteit: de grondslagen van het recht, met Afshin Ellian als co-auteur, 2016 - Bardot, Fallaci, Houellebecq en Wilders, 2016 - In Naam van God met Dirk Verhofstadt als co-auteur, 2018 - Moord op Spinoza: de opstand tegen de verlichting en moderniteit, met David Pinto, Uitgeverij Aspekt, 2018 - Cultuurmarxisme met Jesper Jansen en Perry Pierik (red.), 2018 - Diversiteit, identiteit en de ‘Culture Wars’ met Perry Pierik (red.), 2019 - Theoterrorism v. Freedom of Speech, 2019 - De Staat versus Wilders met Afshin Ellian als co-auteur, 2019 - The Open Society and Its Closed Communities met Afshin Ellian (red.), 2021 - A New Introduction to Legal Method met Afshin Ellian als co-auteur, 2022 |